# Top-of-the-World
Top-of-the-World és una concentració de població designada pel cens dels Estats Units a l'estat d'Arizona. Segons el cens del 2000 tenia 330 habitants.

## Demografia
Segons el cens del 2000, Top-of-the-World tenia 330 habitants, 130 habitatges, i 82 famílies La densitat de població era de 21,1 habitants/km².
Dels 130 habitatges en un 31,5% hi vivien nens de menys de 18 anys, en un 50% hi vivien parelles casades, en un 10% dones solteres, i en un 36,2% no eren unitats familiars. En el 31,5% dels habitatges hi vivien persones soles el 10,8% de les quals corresponia a persones de 65 anys o més que vivien soles. El nombre mitjà de persones vivint en cada habitatge era de 2,45 i el nombre mitjà de persones que vivien en cada família era de 3,07.
Per edats la població es repartia de la següent manera: un 27,6% tenia menys de 18 anys, un 5,5% entre 18 i 24, un 27,9% entre 25 i 44, un 24,5% de 45 a 60 i un 14,5% 65 anys o més.
L'edat mediana era de 39 anys. Per cada 100 dones de 18 o més anys hi havia 88,2 homes.
La renda mediana per habitatge era de 52.731 $ i la renda mediana per família de 53.438 $. Els homes tenien una renda mediana de 43.813 $ mentre que les dones 19.792 $. La renda per capita de la població era de 21.039 $. Aproximadament el 5,6% de les famílies i el 5,2% de la població estaven per davall del llindar de pobresa.

## Poblacions més properes
El següent diagrama mostra les poblacions més properes.